# Newtonia
Newtonia és una població dels Estats Units a l'estat de Missouri. Segons el cens del 2000 tenia 231 habitants que va baxiar als 199 el 2010.
Segons el cens del 2000, Newtonia tenia 89 habitatges, i 67 famílies. La densitat de població era de 270,3 habitants per km².